# Walter Rau Neusser Öl und Fett AG
Die Walter Rau Neusser Öl und Fett AG (Eigenschreibweise WALTER RAU) ist ein traditioneller Hersteller von Pflanzenfetten und -ölen mit Sitz in Neuss, Nordrhein-Westfalen.

## Geschichte
Das Unternehmen wurde im Jahr 1887 in Neuss als Ölmühle N. Simons Söhne gegründet. Nathan Simons hatte 1861 seine erste Mühle am Obertor in Betrieb genommen und wenig später eine größere dampfbetriebene Walzenmühle.
Nach einem Brand der in Neuss gelegenen Ölmühle wurden die Produktionsanlagen 1909 bis 1911 in das neu entstandene Hafengebiet verlagert. 1929 kauften die Walter Rau Lebensmittelwerke das Unternehmen, um damit eine neue Rohstoffbasis für die Margarineproduktion zu erschließen. 1933 wurde es in Walter Rau Neusser Ölwerke AG umbenannt und 1979 in Walter Rau Neusser Öl und Fett AG.
Im Jahr 1999 verkaufte die Familie Rau (Erben von Walter Rau) eine Aktienmehrheit am Unternehmen an die in Hamburg ansässige Peter Cremer Holding GmbH & Co. KG.
Im Juni 2012 wurde die seit 1911 betriebene Ölmühle zur Herstellung von Rapsrohöl aus Rapssaat stillgelegt. Das Gebäude des Saatenlagers wurde 2015 abgerissen.
Zum 1. Oktober 2016 hat die Bunge Gruppe 62,81 % der Aktien übernommen.

## Eigentümer
Die Aktien werden nicht an einer Börse gehandelt, es gibt 3 Aktionäre:
- 62,81 % Bunge Deutschland GmbH[4]
- 30,19 % Christian Carls
- 7,00 % Walter Rau Wohlfahrtsstiftung

## Produktionsanlagen
Die Firma betreibt eine Speiseöl- und -fettraffinerie in Neuss. Das Werksgelände ist ca. 42.000 m2 groß und liegt am Hafenbecken 2 des Neusser Hafens. Es wird der komplette Raffinationsprozess durchgeführt.
Dazu existieren folgende Produktionsanlagen:
- Entschleimungs- und Entsäurerungsanlagen
- Bleichungsanlagen
- Desodorierungskolonnen

Für die Spezialfettherstellung gibt es folgende Anlagen:
- Fetthärtung
- Chemische Umesterung
- Enzymatische Umesterung

Für die Verpackung der Produkte existieren mehrere Verpackungslinien für diverse Verpackungstypen von 5 bis 1000 l Füllvolumen.

## Produkte
Walter Rau stellt Pflanzenfette und -öle her. Es werden ca. 50 verschiedene Rohstoffen verarbeitet. Daraus werden 400 verschiedene Produkte produziert, darunter Frittierfette und Spezialfette für die Backwaren-, Süßwaren- und Molkereiindustrie.
Die Walter Rau AG ist Mitglied im Runden Tisch für nachhaltiges Palmöl (RSPO).